# Sainte-Croix (Vaud)
Sainte-Croix és un municipi de Suïssa del cantó de Vaud, està situat al districte del Jura-Nord vaudois.

## Fills il·lustres
- Georges Humbert (1870-1936), organista i musicògraf.